# クリス・パターソン
クリス・パターソン（Chris Patterson, 1968年9月6日 - ）は、イギリス出身のコ・ドライバー。世界ラリー選手権（WRC）チャンピオンペター・ソルベルグの元コ・ドライバーである。

## 経歴
元々はプロダクションカー世界ラリー選手権(PWRC、現在のWRC3)にエントリーしていたナサール・アルアティヤのコ・ドライバーを務めていた。
ソルベルグとの出会いは2010年からで、引退したフィル・ミルズの代役として、コンビを組むこととなった。
また、2011年の開幕戦ラリー・スウェーデンでは、ソルベルグが交通規則違反で免停処分（猶予48時間）を受けたため、3日目の最終SSにてパターソンがステアリングを握り、ソルベルグがペースノートを持つという珍事が発生した。
ソルベルグがWRCから身を引いた後は、クリス・ミークやハリド・アル＝カシミ、ガス・グリーンスミスのコ・ドライバーを務め、2021年シーズンを以て、2度目の引退を表明した。